# Michał Benedykt Tyzenhauz
Michał Benedykt Tyzenhauz herbu Bawół (zm. przed 12 października 1726 roku) – pisarz wielki litewski w 1714 roku.